# 인디애나주의 대학 목록
다음은 미국 인디애나주의 대학 목록이다.

## 현존 대학
- 볼 주립 대학교
- 컨콜디아 신학대학교
- 드포 대학교
- 얼럼 칼리지
- 인디애나 주립 대학교
- 인디애나 대학교 블루밍턴
- 인디애나 대학교-퍼듀 대학교 인디애나폴리스
- 퍼듀 대학교
- 퍼듀 대학교 노스웨스트
- 테일러 대학교
- 노터데임 대학교
- 발파라이소 대학교

## 이전 대학
- 퍼듀 대학교 킬루멧
- 퍼듀 대학교 노스센트럴

## 같이 보기
- 미국의 대학 목록